# Лундак, Иржи
Иржи Лундак (чеш. Jiří Lundák; род. 31 августа 1939[…], Прага) — чехословацкий гребец, выступавший за сборную Чехословакии по академической гребле в 1960-х годах. Бронзовый призёр двух летних Олимпийских игр, обладатель бронзовой медали чемпионата Европы, победитель и призёр первенств национального значения.

## Биография
Иржи Лундак родился 31 августа 1931 года в Праге.
Впервые заявил о себе в академической гребле на международном уровне в сезоне 1960 года, когда вошёл в состав чехословацкой национальной сборной и благодаря череде удачных выступлений удостоился права защищать честь страны на летних Олимпийских играх в Риме. В составе экипажа-восьмёрки, куда также вошли гребцы Богумил Яноушек, Ян Йиндра, Станислав Луск, Вацлав Павкович, Лудек Поезный, Ян Шведа, Йозеф Вентус и рулевой Мирослав Коничек, с первого места преодолел предварительный квалификационный этап, тогда как в решающем финальном заезде финишировал третьим позади команд из Германии и Канады — тем самым завоевал бронзовую олимпийскую медаль.
После римской Олимпиады Лундак остался действующим спортсменом и продолжил принимать участие в крупнейших международных регатах. Так, в 1963 году он побывал на чемпионате Европы в Копенгагене, откуда привёз награду бронзового достоинства, выигранную в восьмёрках.
В 1964 году стартовал в восьмёрках на Олимпийских играх в Токио. Здесь совместно с такими гребцами как Петр Чермак, Ян Мрвик, Юлиус Точек, Йозеф Вентус, Лудек Поезный, Богумил Яноушек, Рихард Новый и Мирослав Коничек, повторил успех четырёхлетней давности — вновь был лучшим на предварительном заезде, а в финале взял бронзу, уступив экипажам из США и Германии.